# Flughafen La Cumbre

i8
i11
i13
Der Flughafen La Cumbre (spanisch: Aeropuerto La Cumbre; IATA-Code: LCM, ICAO-Code: SACC) ist ein öffentlicher Flughafen, südwestlich 4 km von La Cumbre in der argentinischen Provinz Córdoba entfernt.

## Flughafendaten
Der Flughafen hat eine Graspiste, mit 1426 m Länge (nach anderen Angaben 1250 m) und 53 m Breite und einen asphaltierten Hubschrauberlandeplatz (Helipad) mit 125 × 125 m. Die Seehöhe beträgt 1138 m.

## Geschichte
Der Aeroclub wurde am 14. Juni 1943 unter dem Namen La Cumbre Glider Club gegründet und erhielt 1945 den rechtlichen Status als Aero Club. Einige Jahre später starteten von hier aus die ersten kommerziellen Flüge mit Doppeldeckern in die Stadt Córdoba. Dieser Dienst dauerte nur zwei Jahre und wurde erst 1955 mit Flugzeugen der Aerolíneas Argentinas wieder aufgenommen. Der Dienst blieb 10 Jahre lang in Kraft. Die Versuche der Guaraní-Flugzeuge in den 1970er Jahren und von Líneas Aéreas del Estado – LADE in den 1980er Jahren, diese Flüge wieder aufzunehmen, erreichten nicht die Mindestregelmäßigkeit, um die Kosten zu decken. Im Aero Club von La Cumbre gibt es jedoch immer noch die alte Landebahn.